# Túnel Branisko
El Túnel de Branisko (en eslovaco: Tunel Branisko) es un túnel de carretera en el este de Eslovaquia.

## Descripción
Se encuentra en la autopista D1 en Beharovce - sección Fričovce. Sustituyó a la carretera del paso Branisko a través de la cordillera del mismo nombre, en la parte superior a 751 m snm. Actualmente, sólo una de las vías está abierta al tráfico. Se espera que la segunda vía se abrirá en el futuro. La construcción se inició en abril de 1996, sobre el eje de la vía del norte (izquierda). El avance de las vías del sur comenzó en mayo de 1997 a partir de los dos portales, utilizando el nuevo método austriaco de construcción de túneles (NMA).